# Antiek gebouw aan Via Sante Maria dei Calderari
Aan de Via di Sante Maria dei Calderari in Rome staat een antiek gebouw uit de Romeinse keizertijd, waarvan nog enkele resten zichtbaar zijn.
Het werd waarschijnlijk gebouwd in de tijd van keizer Domitianus, die na een grote brand in het jaar 80 een groot aantal gebouwen op het Marsveld liet herbouwen en restaureren. Het gebouw is nog niet geïdentificeerd en zowel de naam als zijn functie zijn onbekend. In de middeleeuwen stond het bekend als Craticula.
In de 16e eeuw lag de ruïne van het gebouw nog deels boven de grond en kon het grondplan worden opgetekend. Het gebouw strekte zich uit van over het hele huizenblok aan de noordelijke zijde van de Via di S. Maria dei Calderari tot aan het huizenblok ten noorden van de Via di Sante Maria di Pianto. Het gebouw had twee verdiepingen. Het was gebouwd met baksteen en de façade was bekleed met travertijn. Op de Via di S. Maria dei Calderari 23 is nog een grote arcade zichtbaar. Deze boog ligt door het gestegen grondniveau tegenwoordig voor de helft onder het straatniveau. Het hoofdgestel steunt op twee Korinthische zuilen. Op het hoofdgestel staan nog de basementen van de zuilen van de tweede verdieping. Andere restanten van het gebouw, waaronder enkele bogen, zijn ingebouwd in de muren van de huidige huizen in het blok.
Het gebouw stond in de buurt van het Circus Flaminius, dat in de tijd van Domitianus niet meer was dan een monumentaal plein omgeven door tempels en porticussen. Er is gedacht dat dit gebouw de Porticus van Octavius was, maar uit de antieke bronnen is bekend dat die een ander uiterlijk had. Het stond er waarschijnlijk wel in de directe omgeving. Filippo Coarelli suggereert dat het een herbouw van de Villa Publica op een andere plaats kan zijn, maar bewijs hiervoor is er niet.